# نقدی سفلی
نقدی سفلی یک روستا در ایران است که در دهستان نقدی واقع شده‌است. نقدی سفلی ۱۶۶ نفر جمعیت دارد.